# Calathea picturata
Calathea picturata  es una especie fanerógama de la familia Marantaceae. Es originaria de América del Sur (Brasil, Venezuela).

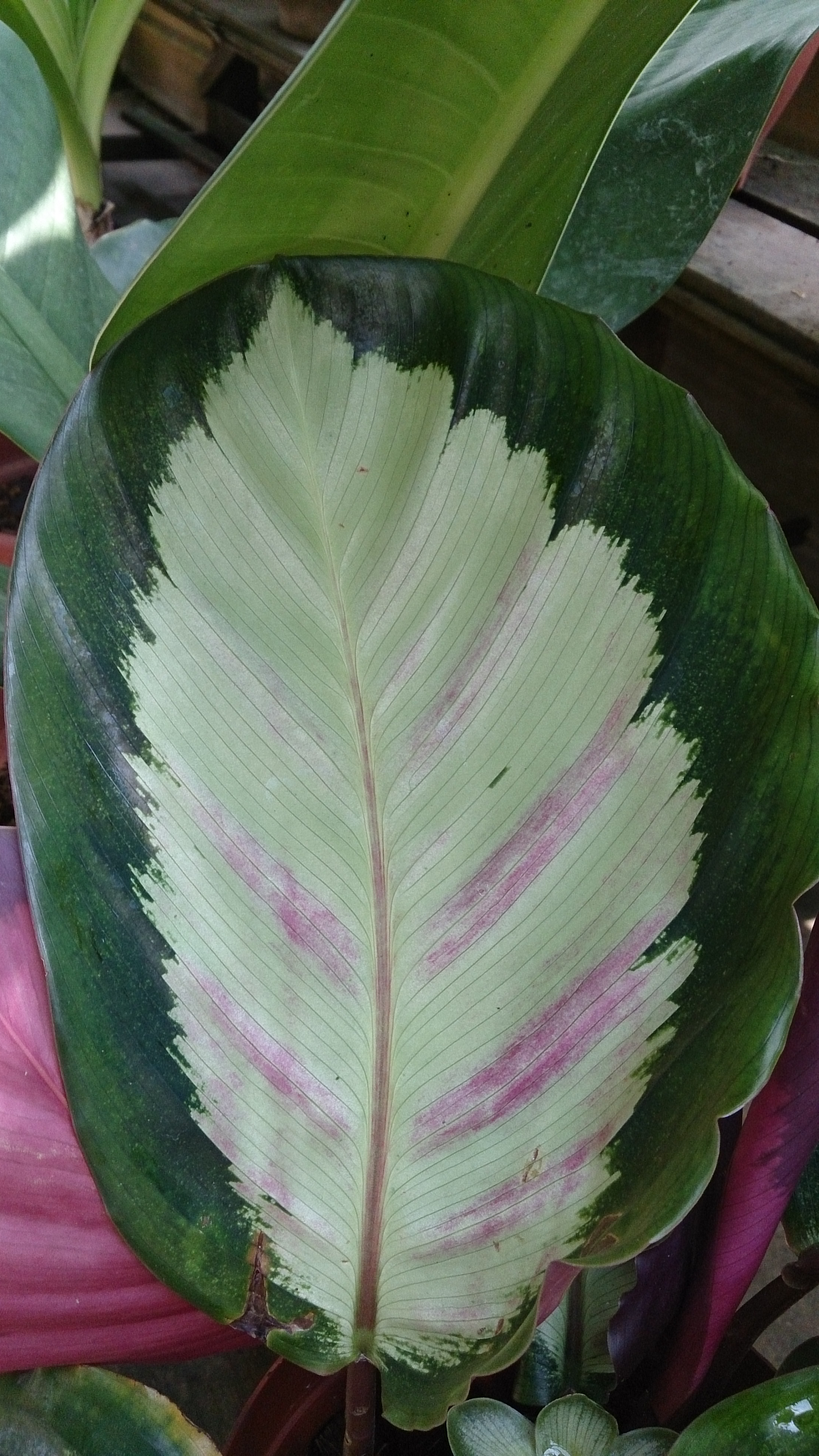
Hoja

## Descripción
Se trata de un grupo de hojas perennes que alcanzan un tamaño de 35-40 cm de longitud. Las hojas son de color verde oscuro por encima, púrpura abajo, marcado en gran medida con tintes de plata a lo largo de las venas. Es tierna, y acepta una temperatura mínima de 16 °C , en templadas zonas se cultiva en interiores como planta de interior.

La variedad C. picturata 'Argentea', con hojas plateadas, ha ganado el premio de la Award of Garden Merit concedido por la Royal Horticultural Society.

## Taxonomía
Calathea ornata fue descrita por K.Koch & Linden y publicado en Wochenscrift des Vereines zur Befördung des Gärtenbaues in den Königl. Preussischen Staaten für Gärtnerei und Pflanzenkunde 6(44): 346. 1863.
Sinonimia
- Calathea gouletii Stapf
- Calathea van-den-heckei (Lem.) Regel
- Maranta picturata (K.Koch & Linden) K.Koch & Linden
- Maranta van-den-heckei Verschaff. ex Lem.
- Phrynium van-den-heckei Lem.
- Phyllodes picturata (K.Koch & Linden) Kuntze[5][6]